# Afrocanthium kilifiense
Afrocanthium kilifiense är en måreväxtart som först beskrevs av Diane Mary Bridson, och fick sitt nu gällande namn av Henrik Lantz. Afrocanthium kilifiense ingår i släktet Afrocanthium och familjen måreväxter. IUCN kategoriserar arten globalt som sårbar.
Artens utbredningsområde är Kenya. Inga underarter finns listade i Catalogue of Life.